# 꼭두서니과
꼭두서니과(----科, 학명: Rubiaceae 루비아케아이[*])는 용담목의 과이다.
전 세계에 450-500속의 6,000-7,000여 종이 알려진 큰 과로서, 대부분 열대와 아열대에 분포되어 있지만 온대나 한대에서도 찾아볼 수 있다. 특히, 추운 지역일수록 초본인 종류가 많다. 한국에는 커피나무·꼭두서니·갈퀴덩쿨·호자나무·낚시돌풀·덤불꼭두서니·솔나물 등의 8속 26여 종이 분포하고 있다.
대부분 교목 또는 관목이지만 종에 따라서는 초본인 것도 있다. 잎은 보통 마주나는데, 때로는 돌려나는 것도 있다. 한편, 잎과 잎 사이 또는 잎 안쪽에 생기는 턱잎이 잎과 구별할 수 없을 정도로 커져 있는 경우도 있다. 꽃은 보통 방사대칭의 양성화인데, 아주 드물게는 좌우대칭인 것도 있다. 꽃부리는 윗부분이 4-10갈래로 나뉜 통 모양을 하고 있으며, 수술은 꽃부리의 조각과 같은 수이다. 씨방은 하위로 안에는 2-5개의 방이 존재하는데, 암술머리도 마찬가지로 2-5 갈래로 나뉘어 있다. 열매는 삭과·장과 또는 핵과이다. 이와 같은 꼭두서니과에는 유용한 식물이 많은데, 특히 커피는 아라비카커피나무를 가공한 것이며, 말라리아 특효약으로 유명한 키니네는 안데스 산맥의 중·북부에서 자라는 기나스류에서 얻은 것이다. 또, 아메바 이질에 효과가 있는 에메틴은 브라질산인 토콘 뿌리로부터 추출한 것이다.

## 하위 분류
- 기저 꼭두서니과(basal Rubiaceae)
  - 콥토사펠타족(Coptosapelteae Bremek. ex S.P.Darwin)
  - 루쿨리아족(Luculieae Rydin & B.Bremer)
- 구슬꽃나무아과(Cinchonoideae Raf.)
- 꼭두서니아과(Rubioideae Verdc.)
- 치자나무아과(Ixoroideae Raf.)

분류 불확실(incertae sedis)
- Didymochlamys Hook.f.
- Benzonia Schumach.
- Berghesia Nees
- Bruxanelia Dennst.
- Chaetostachydium Airy Shaw
- Coccochondra Rauschert
- Crobylanthe Bremek.
- Didymopogon Bremek.
- Dolichometra K.Schum.
- Duidania Standl.
- Etericius Desv.
- Fergusonia Hook.f.
- Flexanthera Rusby
- Ganguelia Robbr.
- Gillespiea A.C.Sm.
- Klossia Ridl.
- Lecariocalyx Bremek.
- Lepidostoma Bremek.
- Leptoscela Hook.f.
- Leucolophus Bremek.
- Lucya DC.
- Martensianthus Borhidi & Lozada-Pérez
- Maschalodesme K.Schum. & Lauterb.
- Merumea Steyerm.
- Micrasepalum Urb.
- Motleyothamnus Paudyal & Delprete
- Nodocarpaea A.Gray
- Paralasianthus H.Zhu
- Peripeplus Pierre
- Petitiocodon Robbr.
- Pitardella Tirveng.
- Placocarpa Hook.f.
- Polyura Hook.f.
- Praravinia Korth.
- Pseudodiplospora Deb
- Pseudohamelia Wernham
- Pubistylus Thoth.
- Ramonadoxa Paudyal & Delprete
- Rhaphidura Bremek.
- Rhipidantha Bremek.
- Riqueuria Ruiz & Pav.
- Siphonandrium K.Schum.
- Stephanococcus Bremek.
- Stichianthus Valeton
- Stipularia P.Beauv.
- Streblosiopsis Valeton
- Stylosiphonia Brandegee
- Tainus Torr.-Montúfar, H.Ochot. & Borsch
- Tobagoa Urb.
- Tortuella Urb.

## 계통 분류
|  | 치자나무아과   |
|  |                |
|  | 구슬꽃나무아과 |
|  |                |

|  | 콥토사펠타족 |
|  |              |
|  | 루쿨리아족   |
|  |              |

|  | 치자나무아과   |
|  |                |
|  | 구슬꽃나무아과 |
|  |                |

|  | 콥토사펠타족 |
|  |              |
|  | 루쿨리아족   |
|  |              |